# Гамалій Сергій Вячеславович
Сергій Вячеславович Гамалій (нар. 26 березня 1979, Кам'янець-Подільський) — український державний діяч, бізнесмен. Радник голови Служби безпеки України з 25 травня 2023 року. Був головою Хмельницької обласної державної адміністрації (2020—2023).

## Біографія
1996 рік — Кам'янець-Подільський ліцей № 18, історико-правовий клас. Закінчив школу із золотою медаллю. У 1999 році переїхав до Польщі, де закінчив економічну школу у Варшаві.
В 2001 році отримав повну вищу освіту та здобув кваліфікацію юриста за спеціальністю «Правознавство» в Чернівецькому національному університеті імені Юрія Федьковича. У 2003 році закінчив Подільську державну аграрно-технічну академію (облік і аудит, економіст-бухгалтер). У 2023 році закінчив Київський національний університет імені Тараса Шевченка (публічне управління та адміністрування).
В 2024 році закінчив Національний університет оборони України, курс стратегічного управління вищого рівня та державної політики[джерело?].
2025 рік — Вінницький державний педагогічний університет імені Михайла Коцюбинського, спеціальність «Публічне управління та адміністрування». Здобув ступінь доктора філософії.
У 2025 році отримав право на заняття адвокатською діяльністю[джерело?].
З 2004 по 2009 рік був помічником депутата Кам'янець-Подільської міської ради на громадських засадах.
З 2005 по 2007 рік працював юрисконсультом Instytut Maszyn Spożywczych (м. Варшава).
З 2007 по 2020 рік займався підприємницькою діяльністю в галузі ресторанного бізнесу та вантажних автоперевезень. Зокрема був власником підприємства «Деліция», яке займається ресторанним бізнесом, а також надає послуги мобільного харчування.
Протягом 2020—2023 років був головою Хмельницької обласної державної адміністрації.
З травня 2023 року є радником голови Служби безпеки України Василя Васильовича Малюка.

### Голова Хмельницької ОДА
18 листопада 2020 — Кабінет Міністрів України погодив звільнення Дмитра Габінета з посади голови Хмельницької обласної державної адміністрації і підтримав призначення на цю посаду Сергія Гамалія.
24 листопада 2020 — президент Зеленський підписав указ про звільнення Дмитра Габінета згідно з поданою ним заявою. Іншим указом тимчасове виконання обов'язків голови Хмельницької ОДА покладено на Романа Примуша, який працював першим заступником голови Хмельницької ОДА з січня 2020 року.
З 3 грудня 2020 року по 15 березня 2023 року — голова Хмельницької обласної державної адміністрації. Президент України Володимир Зеленський підписав Указ про звільнення Сергія Гамалія з посади очільника Хмельницької обласної військової адміністрації.

### Розслідування
У червні 2023 року міський суд Чернівців закрив справу щодо Гамалія, на якого в березні 2023 року патрульна поліція Чернівців склала адмінпротокол. Адвокат Гамалія назвав справу політичним замовленням. Гамалій виграв судову справу.

### Служба Безпеки України
Є радником голови Служби безпеки України з 25 травня 2023 року.

## Родина та особисте життя
Дружина — Гамалій Вікторія Олександрівна. Діти: Домініка, В'ячеслав та Захарій.
Згідно з декларацією за 2019 рік, володіє двома квартирами та будинком в Польщі.

## Нагороди
- Почесний нагрудний знак Головнокомандувача Збройних сил України «За сприяння війську» (17 серпня 2022)[14]
- Почесна грамота Верховної Ради України «За заслуги перед Українським народом» (2022)[15].
- Відзнака «За заслуги перед Хмельниччиною» (2022).
- Почесне звання «Лицар Вітчизни» зі врученням «Золотого хреста честі і звитяги» (2022, Лицарський легіон України).